# پنگ ۲۱۷۱۷
سیارک ۲۱۷۱۷ (به انگلیسی: 21717 Pang، نامگذاری:1999RO114) بیست و یک هزار و هفتصد و هفدهمین سیارک کشف شده‌است که در ۹ سپتامبر ۱۹۹۹ کشف شد.
قدر مطلق سیارک برابر ۱۷.۰ است.